# Maryna Lytovtchenko
Maryna Lytovtchenko, née le 26 mai 1991 à Kiev (RSS d'Ukraine), est une pongiste handisport ukrainienne concourant en classe 6 pour les athlètes atteints de paralysie cérébrale. Après le bronze aux Jeux de 2016, elle est médaillée d'or en individuel aux Jeux de 2020.

## Carrière
Aux Jeux paralympiques d'été de 2016, Lytovtchenko remporte le match pour la médaille de bronze 3 sets à 2 face à sa compatriote Antonina Khodzynska. Quatre ans plus tard, elle remporte l'or paralympique en battant la Russe Maliak Alieva.

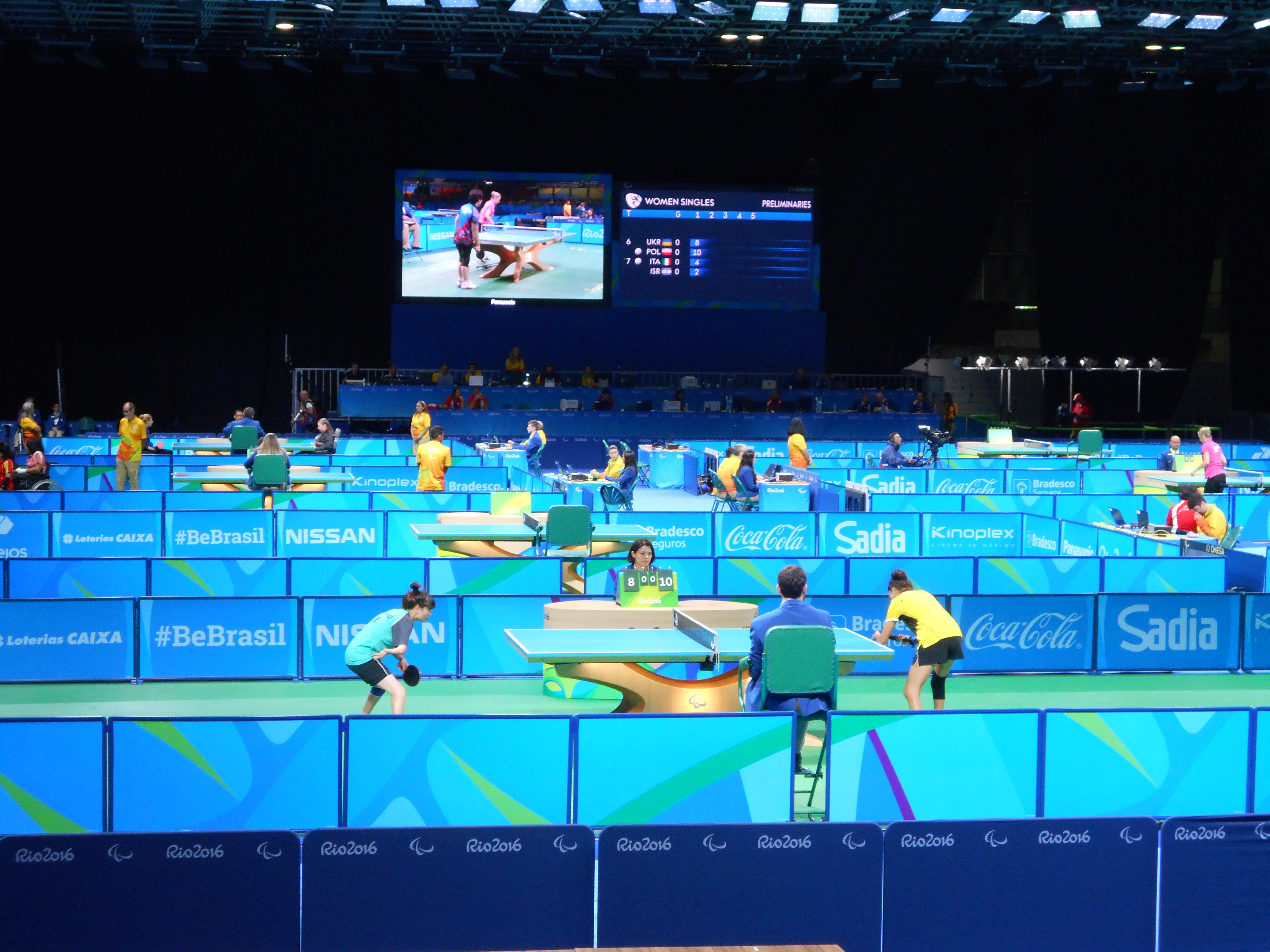
Au premier plan à gauche à Rio en 2016.

## Palmarès

### Jeux paralympiques
- médaille d'or en individuel classe 6 aux Jeux paralympiques d'été de 2020 à Tokyo
- médaille de bronze en individuel classe 6 aux Jeux paralympiques d'été de 2016 à Rio de Janeiro

### Championnats du monde
- médaille d'or en individuel classe 6 aux Championnats du monde 2018 à Laško
- médaille d'argent par équipes classe 6-7 aux Championnats du monde 2017 à Bratislava